# Корьо-Мару
Корьо-Мару (Koryo Maru) — судно, яке під час Другої світової війни брало участь у операціях японських збройних сил на Тихому океані. 
31 жовтня 1943-го за дві години по опівдні американський підводний човен USS Rasher виявив танкер «Корьо-Мару», який здійснював перехід біля північно-західного узбережжя острова Целебес (Сулавесі). Оскільки над судном кружляв літак, субмарина слідувала за ним на відстані біля 7 миль, допоки через 5,5 годин літак не попрямував на базу. Після цього Rasher почав зближення та за 2,5 години дав залп із трьох торпед. За пару хвилин з підводного човна спостерігали два вибухи, проте час начебто був замалий для торпед, тому вирішили, що це результат артилерійського вогню з танкеру. Втім, ще через кілька хвилин спостерігався потужний вибух з наступною пожежею, а за півгодини судно затонуло.